# Zelotes fuligineus
Zelotes fuligineus este o specie de păianjeni din genul Zelotes, familia Gnaphosidae. A fost descrisă pentru prima dată de Purcell, 1907. Conform Catalogue of Life specia Zelotes fuligineus nu are subspecii cunoscute.